# 星洲网
星洲网，是一家马来西亚线上免费综合新闻网站，也是马来西亚销售量最高的中文报《星洲日报》的主要新闻门户网站。该网站主要发表星洲日报记者所撰写的原创新闻文章，并备有应用程序供下载以及姐妹网站如MYSinchew（英文网站）、中国报新闻网站、e南洋、光明日报网、百格（pocketimes）等。
星洲网是东南亚地区拥有一定影响力的新闻网站，也是中文互联网原创新闻主要全媒体内容供应商之一。根据2018年7月马来西亚数码协会（MDA）公布的数据显示，该网站在最多人浏览的马来西亚网站中排名第十，不重复访客达2,707,000次，是中文报刊网站之首。

## 争议

### 窜改马英九头衔报导事件
2016年11月14日，《星洲网》因将日前《星洲日报》专访马英九的一篇报导中，将他的头衔从《星洲日报》纸版的「台湾前总统」窜改为「台湾前领导人」，引起马英九办公室和本人表达不满和抗议。当时马英九因卸任台湾总统职位后首度出访，准备前往马来西亚南方大学应邀发表专题演讲之前，在台湾接受了《星洲日报》的访问。而在11月12日之前，《星洲网》依然称马英九「台湾前总统」，但在11月14日窜改为「台湾领导人」。马英九办公室谴责《星洲网》有违媒体秉持事实报道、不受政治操弄的基本原则，并呼吁《星洲网》坚守媒体不受政治干预的原则。另据台湾《中央社》14日报道，马英九当天在桃园机场接受访问时，回应《星洲日报》网络版将他降级为「台湾前领导人」，对此他表示「强烈遗憾」，表示一个媒体必须要有中性、专业性，不要受到不当力量的影响，而改变立场。马英九最后表示，如果这样的媒体，他以后就不想再打交道了。《星洲日报》隔日发表一篇声明感谢马英九办公室发文指正，称「马英九是一位备受尊敬的世界领袖，在马来西亚知名度甚高。他是「台湾前总统」，也是「台湾前领导人」，更是一位「学者」。我们是根据整个两岸现有的政治情况，以及对「一个中国」政策的理解和表述，而对马先生的称呼做弹性处理，无意抵触任何一方的政策。」《星洲网》随后也将马英九头衔更改回「台湾前总统」。